# Damages
Damages (Daños en Hispanoamérica y Daños y perjuicios en España) es una serie de televisión estadounidense de drama legal creado por Daniel Zelman y los hermanos Glenn y Todd A. Kessler (conocidos como KZK). En Estados Unidos se emitió por los canales de cable FX y Audience Network, y la serie está producida por KZK Productions, la productora de los creadores. Su estreno se produjo el 24 de julio de 2007.
El elenco de la serie ha sido nominado y galardonado con numerosos premios, en especial sus protagonistas, Rose Byrne y Glenn Close, esta última ganadora de un Globo de Oro y dos Emmys a mejor actriz dramática en  2008 y 2009.
La serie gira en torno a Patty Hewes (Glenn Close), una todopoderosa abogada litigadora que hará lo que deba para ajusticiar a los corruptos. Eso sí, lo hará siguiendo su peculiar sistema de valores, creado por Patty Hewes al servicio de Patty Hewes.
La secunda Rose Byrne, en el papel de Ellen Parsons, la recién "salida del horno" brillante discípula de la ley que siempre se encontrará en posición de decidir si la ética está por encima de la justicia o si es la ambición quien lo está.
El eje de la serie lo conforma la relación entre ellas dos, tanto en su vida profesional y privada como su similitud a la hora de establecer una escala de valores, planteando siempre la cuestión de cuánto se parecen ambas bajo la superficie, y si Ellen terminará siendo como Patty.
La serie consta de cinco temporadas, de 13 episodios las tres primeras y de 10 episodios a partir de la cuarta. Hasta la tercera temporada la serie fue emitida por el canal FX. Tras la tercera temporada, la serie fue renovada por dos temporadas más, que se emitieron en la cadena Audience Network, propiedad servicio de televisión directa por satélite DirecTV a partir de 2011.

## Personajes

### Principales
- Patricia "Patty" Hewes (Glenn Close)

(Temporadas 1-5)
Es la abogada fundadora de Hewes y Asociados, una severa, manipuladora y estratega mujer sin escrúpulos que hace cualquier cosa por conseguir ganar sus casos.
- Ellen Parsons (Rose Byrne)

(Temporadas 1-5)
Una joven abogada que comienza a trabajar en Hewes y Asociados, cuyo novio es asesinado misteriosamente.
- Tom Shayes (Tate Donovan)

(Temporadas 1-3)
Es el abogado que está al lado de Patty, su mano derecha y fiel seguidor, mantiene una buena relación de amistad con Ellen.
- Michael Hewes (Zachary Booth)

(Temporadas 1-5)
Es el hijo adolescente de Patty, un joven talentoso, pero rebelde que odia a su madre.
- Arthur Frobisher (Ted Danson)

(Temporadas 1-3)
Es un hombre de negocios que tras llevar a la quiebra su empresa y dejar en la calle a todos sus empleados, juega sucio para conseguir ganar el juicio contra Patty.
- Daniel Purcell (William Hurt)

(Temporada 2)
Es un brillante científico que trabaja en la empresa "Recursos Naturales Última", forma parte del pasado de Patty.
- Howard T. Erikson (John Goodman)

(Temporada 4)
Excombatiente de guerra y actual director de High Star Security, una empresa que gestiona un ejército privado.
- Ray Fiske (Zeljko Ivanek)

(Temporada 1 y estrella invitada en 2 y 3)
El fiel abogado de Arthur Frobisher y amigo de oficio de Patty.

### Temporada 1
- David Connor: es el novio de Ellen y su futuro marido, es una víctima de Arthur Frobisher.
- Katie Connor: es la hermana de David y una de las mejores amigas de Ellen, es una buena chef y es la testigo principal del caso contra Arthur Frobisher.
- Gregory Malina: un novio de Katie Connor, trabajador de la empresa de Frobisher y amigo de Ray Fiske, es otro testigo del caso Frobisher.
- George Moore: aliado de Arthur Frobisher y uno de los malos de la primera temporada.
- Larry Popler: uno de los damnificados por el cierre de la empresa de Frobisher, juega en ambos bandos, con Frobisher y con Patty.
- Phil Grey: es el marido de Patty, un importante hombre de negocios que se pasa el día viajando.
- Tío Pete: el tío de Patty y su único familiar directo, es un anciano que se encarga de hacerle los trabajos sucios a Patty.
- Hollis Nye: antiguo jefe de Ellen, fiel amigo y protector, se convierte en su abogado cuando acusan a Ellen del asesinato de su novio David.
- Lila DiMeo: acosadora de David Connor.
- Carrie Parsons: es la hermana de Ellen, ella acude a su boda en el primer episodio, donde se reúne con Patty y le dice que la ha contratado. Es madre de una niña.
- Gary y Deniece Parsons: padres de Ellen y Carrie.

### Temporada 2
- Wes Krulik: es un agente de policía que Ellen conoce en las charlas de grupo a las que acude para superar la muerte de su prometido David Connor. Mantiene una relación con ella durante la segunda temporada.
- Claire Maddox: abogada de la empresa "Recursos Naturales Última" y amante de Daniel Purcell.
- Walter Kendrick: presidente de "Recursos Naturales Última" y jefe de Daniel Purcell y Claire Maddox.
- Dave Pell: aliado de Walter Kendrick, y uno de los malos en esta segunda temporada.
- Detective Rick Messer: asesino de David Connor, y contacto de Arthur Frobisher.
- Finn Garrity: brocker que trabaja para Walter Kendrick y se encarga de las finanzas, es una pieza clave del caso contra "Recursos Naturales Última".
- Christine Purcell: es la esposa de Daniel Purcell. Muere asesinada misteriosamente.

## Audiencias
- 1ª temporada: 2,50 millones de espectadores
- 2ª temporada: 0,97 millones de espectadores

### Primera temporada
La serie comienza en lo que aparenta ser el final. Se ve a una mujer joven, Ellen Parsons, corriendo semidesnuda y cubierta en sangre por las calles. La investigación policial revela que su prometido, David, ha sido golpeado hasta la muerte en el departamento de ambos y Ellen es arrestada inmediatamente.
La escena retrocede seis meses cuando Ellen, una flamante abogada, es muy codiciada por parte de algunos prestigiosos bufetes de abogados. Tras rechazar una oferta para trabajar con el abogado defensor Hollis Nye, decide irse con la afamada abogada Patty Hewes. Cuando Nye se entera, le advierte a Ellen que trabajar para Patty la cambiará.
Ellen pronto queda absorta en el caso más importante en la que la firma de Patty, “Hewes and Associates” (Hewes y Asociados) se encuentra batallando. Los antiguos empleados de Arthur Frobisher han contratado a “Hewes and Associates”  para que lleve a cabo una demanda conjunta en contra del multimillonario. En un caso similar al de la empresa Enron, a Frobisher se lo acusa de traficar información privilegiada y de mentirle a sus empleados sobre el estado de la empresa. Mientras él vende gran parte de sus acciones, sus empleados pierden los ahorros de su vida.
Al comienzo de la serie, Patty le demuestra a Ellen que está dispuesta a hacer hasta lo imposible, por más poco ético e ilegal que fuera, para ganar el caso. Un ejemplo tiene lugar cuando Patty hace asesinar al perro de una testigo que se rehúsa a testificar de tal manera que el asesinato apunta a Frobisher.  Este hecho lleva a la mujer a declarar en contra de Frobisher.
A medida que la serie avanza, Ellen se involucra más y más en el caso y en los negocios sospechosos de Patty, en parte debido a su conexión personal con el caso. La hermana de su prometido resulta ser un testigo clave en el caso. Durante la mayor parte de la temporada, Ellen trata de eludir el límite de lo poco ético, pero al final cede y cruza la línea.
Mientras la devoción de Ellen hacia el caso aumenta, su relación con su prometido se debilita y la situación empeora cuando Patty traiciona a la hermana de él. Cuando Ellen y David se cansan de Patty, la joven abogada abandona “Hewes and Associates”. Sin embargo, ella todavía mantiene cierto interés en el caso y se ve envuelta en él otra vez.
Durante la primera temporada, la serie juega con el tiempo. La historia retrocede y avanza entre una narración lineal tradicional de eventos que “tienen lugar” en el pasado y de eventos temporalmente más discontinuados que ocurren en “el presente”. Los retrocesos y los avances se enfocan principalmente en el asesinato del prometido de Ellen y en el aparente ataque a Ellen durante su estancia en el departamento de Patty el mismo día. Los “retroavances” ayudan a crear especulación entre los telespectadores, ya que estos últimos poseen información sobre el futuro que los personajes desconocen. La especulación acerca de la identidad de los asesinatos alterna entre un grupo de personajes que incluyen a Ellen, Patty, Frobisher y una mujer que acecha a David y continúa hasta el episodio final de la temporada.
Ya cerca del final de la temporada, la narración principal del programa ha “alcanzado” a los avances y la mayoría de las preguntas que surgieron encuentran una respuesta. Los cargos de asesinato que pesan sobre Ellen se retiran. La audiencia conoce la identidad del asesino de David y del atacante de Ellen y el caso contra Frobisher se resuelve: el multimillonario tiene que entregar una gran parte de su fortuna a sus empleados. Un antiguo empleado que desea vengarse le dispara y lo abandona creyendo que está muerto.

### Segunda temporada
Glenn Close, Rose Byrne y Tate Donovan vuelven a actuar en la segunda temporada de Damages. Algunos actores de la Temporada 1 como Anastasia Griffith se convirtieron en regulares, mientras que Ted Danson regresó durante cinco episodios. William Hurt, Timothy Olyphant y Marcia Gay Harden se unieron al elenco.
La Temporada 2 comienza cuando la ingenua joven abogada Ellen Parsons (Rose Byrne) hablando con alguien fuera de la pantalla. De repente, ella saca una pistola y aprieta el gatillo dos veces.
Seis meses antes, un científico misterioso llamado Daniel Purcell (William Hurt) envía unos documentos a Patty (Glenn Close), que le ayudan a conseguir su victoria sobre Arthur Frobisher. Purcell pide ayuda a Patty, proclamando que él está siendo amenazado, pero ella se niega. La noche siguiente, la esposa de Purcell, Christine (Paige Turco), aparece muerta y una aparentemente arrepentida Patty está de acuerdo en ayudarlo. Mientras el caso por asesinato continúa, Patty comienza a darse cuenta de que hay una conspiración entre la empresa científica de Purcell y una importante corporación de energía Ultima National Resources. Con el tiempo, el presunto asesino de la esposa de Purcell es arrestado y la corporación queda expuesta. Cuando Patty se da cuenta de esto, ella decide utilizar un demandante de la UNR para detener lo que podría suceder. Ella es entonces capaz de convencer a Frobisher (Ted Danson) a participar, para reparar su imagen.
Mientras tanto, sin el conocimiento de Patty y el resto de los demandantes, el abogado de Kendrick, Claire Maddox (Marcia Gay Harden), tuvo un romance con Purcell. Claire en este momento no se da cuenta de la participación de Kendrick en el asesinato de Christine. El misterio de la muerte más tarde llega a su fin cuando se descubre que Purcell apretó el cuello de su esposa cuando ella lo amenazó con delatarlo a la Agencia de Protección Ambiental acerca de la contaminación de la UNR. Pensó que la había matado, pero ella estaba todavía viva cuando Deacon (Darrell Hammond) llega a la casa Kendrick le pide a Deacon que termine el trabajo. Él hace justamente eso, dejando que Purcell piense que había asesinado a su esposa. Purcell no puede soportar la culpa y le confiesa a la policía que asesinó a su esposa.
Ellen, por su parte, todavía bajo la impresión de que Patty había tratado de matarla, está trabajando con el FBI. El público descubre que era posible que se le hiubiese encargado el asesinato de Ellen a Tío Pete. En el grupo de ayuda para la pena al que asiste, Ellen conoce y se hace amiga de un solitario misterioso joven llamado Wes Krulik (Timothy Olyphant) y comienza a confiar en él. Wes, sin embargo, está trabajando en secreto con Rick Messer, el detective de la policía al que Frobisher pagaba que había asesinado a David Connor y que todavía está trabajando para Frobisher. Krulick también tiene una colección de artículos periodísticos sobre Arthur Frobisher, sobre el asesinato de David, y sobre la detención de Ellen así como una gran variedad de pistolas y otras armas. A medida que la temporada se cierra, Wes se niega a seguir las órdenes del detective Messer para matar Ellen, y Ellen ha comenzado a sospechar sobre la participación policial. Messer intenta atraer a Ellen en una trampa, Wes ejecuta Messer en el final de temporada.
Cuando Katie (Anastasia Griffith) vuelve a entrar en la vida de Ellen, ella comienza a recordar viejos conflictos. Katie reconoce un oficial de policía como el hombre que trató de matarla. Ella le dijo a Ellen, quien reclutó ayuda de Patty. Se llegó a ninguna parte, así que Katie fue al departamento de policía. y presentó un informe en su contra. Esto condujo a una discusión entre Elena y Katie, con Katie afirmando que si Ellen no hubiera conocido a Patty, David todavía estaría vivo. Katie le cuestiona a ellen el volver a Paty. Ellen trata de explicar que ella tiene sus razones, razones que Katie no entendería. Cuando Messer se da cuenta de que su amigo ha sido descubierto, le dispara y lo mata.
Frobisher vuelve, como demandante, contra la UNR de Patty en un esfuerzo por "recuperar su nombre de nuevo". Esto crea una oportunidad para Ellen para encontrar nueva información y, finalmente, vincular a la agencia de detective Frobisher Messer. Wes recupera esta información y permite conocer Messer, al tiempo que amenaza la vida de Frobisher, lo que le obligó a retirarse del caso. Messer problemas continúan, sin embargo, como Wes empieza a desarrollar sentimientos por Ellen. Se pregunta si Wes se puede confiar. Cuando le dice a Wes para sacar Ellen, Wes se niega hasta Messner trae a colación su pasado y Wes siente que no tiene más remedio que cumplir.
Walter Kendrick está iniciando ahora una fusión que se descubre que un plan para hacer dinero basado en el fraude de energía manipulada. Su compañero, Dave Pell (Clarke Peters), tiene un incentivo mucho más que Kendrick porque él tiene una relación con el marido de Patty Phil (Michael Nouri). Pell hace una oferta tentadora, que Phil acepta. Es en ese momento que la relación extramarital de Phil sale a la luz. Cuando se filtró a la prensa, Patty lo echa de su casa y Phil ya no se considera un candidato. También encontramos que Pell ha estado hablando con el FBI con información sobre Patty. Posteriormente, cuando la coartada del Agente Werner está fundida, Pell ejecuta a Harrison.
Las actividades ilegales de Kendrick continúan. Cuando Claire ataca a Patty, Patty menciona a Fin Garrity, el comerciante de la energía utilizada por Walter y Dave. Claire comienza a darse cuenta de que está siendo utilizado en una conspiración y pide la ayuda de Daniel. Claire deja la idea de poder obtener lo mejor de ella, darse cuenta de que podía cabeza UNR. Un sospechoso Kendrick captura que ella tenía relaciones sexuales con Daniel. Kendrick utiliza esto para conseguir Claire expulsados de la UNR, y se va inmediatamente a Patty diciendo: "Quiero destruirlo". Claire le dice a Patty que ella puede confiar en Daniel Purcell. Patty tanto éxito Purcell utiliza para descifrar los códigos de energía que se demuestra Patty suficiente para testificar en contra de la UNR en los tribunales.
Patty se da cuenta de que la victoria en el caso de la UNR se basa en el código de GPS de Cadillac Walter Kendrick para ser entregada como evidencia. Debido a que el vehículo fue robado para recuperar los códigos, no puede ser entregada como evidencia. Para solucionar esto, Ellen y Patty deciden  sobornar al juez. Pero pronto Patty remite la solicitud y le da el trabajo a Tom. Después de que Ellen y el agente Werner estaban planeando usar esto para reducir a Patty, pero apuntan a Tom y se lo llevan detenido, citando su casi-soborno con el agente Hawkins en el caso de la mortalidad infantil como la razón, mientras él está en camino al hospital donde su esposa está dando a luz. Ellen convence a Tom de usar un cable y vuelve a Patty y rechaza el trabajo de sobornar al juez, e instando a Patty a hacer el bien. Enojada, Patty delata a Tom por dejarla de lado.
En el final de temporada, Ellen convence a Patty de sobornar al juez después de que el juez deja claro el estado actual del caso, que no permitirá que las pruebas de la camioneta robada (un sutil toque con la firma de Patty que necesita una recompensa). Ellen siente que ha configurado Patty y arregla con el Agente Werner para supervisar el pago. Mientras tanto se enfrenta a Patty Fin Garrity, el comercializador de energía involucrados en la UNR. Esto provoca una reacción en cadena entre Garrity, Kendrick, y Patty y que causa Garrity a buscar Patty mientras se está tomando el soborno a entregar a Ellen en la habitación de hotel de Ellen. En el período previo a la confrontación final entre Patty y Ellen (en alusión a flash forwards en toda la temporada), Patty hace un trato con Pell. Pell llamará fuera de la FBI y Ellen revela ser la información privilegiada de trabajo para los federales. Patty se Pell a entregar los datos que la UNR está utilizando productos químicos tóxicos. A cambio, Patty se reducirá el ángulo de compraventa de energía del caso. También establece a Ellen como el chivo expiatorio por sobornar al juez. Ellen, por su parte, las obras a un acuerdo con Tom, la adquisición de un arma de fuego en el proceso, después de Wes se niega a conseguirle uno.
Ellen se enfrenta a Patty sobre sus acciones a partir de la primera temporada. Ella tiene pruebas de la esposa del tío de Pete que se siente es la prueba de Patty la puso a matar. Sin embargo, cuando las manos las pruebas que Patty, la carpeta se muestra a contener solo un mensaje de que los federales estén viendo, no la evidencia de la participación de Patty de intento de asesinato de Ellen. Ellen dispara dos tiros a Patty, pero en lugar de aspirar a Patty, ella apunta a la cámara instalada por el FBI. Ella entonces consigue la confesión de Patty que, efectivamente, fue la responsable de idear el asesinato de Ellen. Satisfecha con la confesión, Ellen se va con el soborno del juez. Patty abandona después de que Ellen, pero se demuestra que es el sangrado. Patty se encuentra en el ascensor por el Agente Werner, que asume Ellen tiro Patty y Ellen deja seguir. Wes, quien fue el seguimiento de Ellen otro lado del pasillo, también encuentra Patty (a la derecha después de Agente Werner hojas) y consigue al hospital. Se revela que Patty había sido apuñalado por Fin Garrity en el ascensor antes de su enfrentamiento con Ellen. Cuando Ellen soborna al juez, el agente Werner y el juez son detenidos por cohecho. El agente Werner, detenido por corrupción, queda libre de la cárcel federal (dirigida por la hermana de Tom). Tom revela a Ellen que Patty, al parecer, había descubierto el plan del FBI y trabajó con él para grabar la conversación con Pell. Esto lleva a que Kendrick y Pell sean arrestados. La temporada termina un mes más tarde con Patty recuperada en su casa, Tom regresa a la empresa Patty, y Ellen con una nueva oferta de trabajo no revelada (y fuera de contacto con Hewes y Asociados). Sin embargo, Patty siente que Ellen se pondrá en contacto con ellos pronto.

### Tercera temporada
Glenn Close, Rose Byrne y Tate Donovan regresaron como regulares para la tercera temporada de Damages. Campbell Scott y Martin Short se unieron al elenco, mientras que los actores de alto perfil Lily Tomlin y Keith Carradine fueron invitados especiales.
Temporada 3, en la tradicional apertura después de seis meses, se muestra a Patty conduciendo por una carretera abierta antes de que ella es repentinamente embestida por otro coche, posiblemente a propósito. Nos enteramos de que el coche tiene licencia para su compañero, Tom Shayes aunque curiosamente, Tom es encontrado muerto en un contenedor de basura cuando se inicia una investigación.
También nos enteramos que Elena de algún modo está involucrada en la muerte de Tom, ya que su bolso se encuentra cubierto de sangre entre las pertenencias de un misterioso hombre sin techo. Ella le pregunta la esposa de Tom si "alguien sabía de ellos", y también se entera de que Tom estaba entregando a Ellen una bolsa grande de dinero justo antes de su muerte. Más tarde se reveló que la bolsa de dinero fue entregada en el departamento de Tom en misteriosas circunstancias por Leonard Winstone, abogado de la familia Tobin.
El equipo de investigación descubre que en realidad Tom se ahogó, y que esto sucedió dos horas después que el auto se estrelló contra Patty, lo que implica que podría haber estado manejando. Cuando Patty se entera de su muerte, la vemos haciendo una llamada telefónica, histérica, gritando "¡Te dije que te detuvieras!"
Cuando el detective Huntley encuentra a Elena, se discute lo que un hombre sin hogar le dijo, relativa a un asunto posible. Ellen lo niega y afirma que estaban "trabajando en la construcción de un bufete de abogados en conjunto".
Seis meses antes
Patty es hacer frente a su próximo caso, nombrado por el gobierno para obtener fondos ocultos de Luis Tobin (Emmy candidato Len Cariou), un tipo de Bernie Madoff, que estafó millones a través de un esquema de Ponzi. Ella cree que él está escondido el dinero, y que los miembros dentro de su familia, sobre todo su hijo Joe bastante fiel (Campbell Scott), su esposa secreta (nominado al Oscar, Lily Tomlin) y su abogado de confianza y la figura son-como Leonard Winstone (ganador de un Emmy Martin Short), saben mucho más de lo que dicen saber
Ellen, por su parte, se ha mantenido fiel a su promesa de no volver a Patty, y está trabajando en la Fiscalía de Distrito, y no ha visto a Patty en nueve meses. Los dos se reúnen cuando Ellen recibe ayuda anónima en un caso separado y cree Patty a participar, sobre todo después de tener su hermosa una bolsa (la bolsa de sangre encontrados en él seis meses más tarde).
Tom, por último, se revela como uno de los muchos que no lo perdieron todo a Luis Tobin, y acaba de profesionales, sino intereses personales en el caso contra él.
Joe Tobin lealtad a su familia se hace muy difícil cuando descubre que contra sus creencias, su padre ha ocultado una gran cantidad de dinero para su familia después de que él va a la cárcel. Para empeorar las cosas, se entera de un antiguo amor suyo, Danielle Marchetti (Mädchen Amick), tuvo un romance con su padre también, y ella tiene una influencia drástica sobre el futuro de su familia en referencia a Patty encontrar el dinero.
Abrumado por la responsabilidad de mantener a su madre, esposa e hijo, Joe empieza a trabajar con Leonard para descubrir vasta conspiración de su padre cuando, en realidad, Leonard es más bien informado de lo que parece - a pesar de negar el conocimiento de Danielle o el dinero de Luis, Luis, dijo Leonard de convencer a Joe de dejar estas cuestiones solo. Joe vuelve a beber y, cuando se entera de que su padre y Leonard planeado en secreto para conseguir Danielle fuera del país, Joe encuentra y se enfurece, y bebido, y sin querer la golpea con su coche. Pronto se entera de que ella es incapaz de volar, pero por temor a su capacidad para arruinar el futuro de su familia y procesarlo, Joe va en contra de su brújula moral, y la pone en una limusina. Leonard, detrás de su decisión, es en el aeropuerto esperando por él, pero ve a Patty, a quien aprende encontró y se detuvo a Joe, y le dice a Leonard "Ahora sé que estás más involucrado de lo que parecen".
Debido a la bebida continua de Joe Louis le dice a Leonard si no se detiene, tiene que ponerlo a descansar. Sin embargo, Joe pone fin a la misma, sintiendo que su padre no vale la pena. En la última noche de Luis antes de ir a la cárcel, que él llama Patty y se rompe, explicando la forma en que no tiene a nadie, pero Patty cuelga de él. Su médico entra y le da una mezcla. Luis tiene la mezcla, y se mata, no antes de salir de un sobre dirigido a Patty.
Por desgracia, Joe encuentra en primer lugar, y muestra Leonard, quien dice que le toca a Joe. Joe luego decide no dar las instrucciones de Patty, pero se entera de un hombre llamado Sr. Zedick (Dominic Chianese), una misteriosa figura que tenga acceso al dinero. Leonard dice no conocer al hombre, pero esto se desconoce. Actualmente, Joe recibió un maletín de dinero como prueba de que Zedick proveerá para ellos, aunque sus intenciones son muy claras. Joe y el Sr. Leonard miedo Zedick, que creen que ordenó la muerte de Danielle Marchetti, cuando en realidad fue el muy amargo Carol Tobin, hermana de Joe, que la culpa de todo lo que pasó con su familia. Sin embargo, esto fue un evento engañosa, como lo fue Joe quien ordenó Carol envenenar a Danielle. Joe actualmente la tiene en la clandestinidad.
La relación entre Patty y Ellen es muy diferente que en temporadas pasadas, porque han llegado a un punto de la claridad y la distancia entre ellos. Sin embargo, el vínculo tácito entre los dos vuelve a aflorar a medida que trabajan sobre el mismo caso. Ellen, antes de asistir a una cena familiar en la noche Patty y el fiscal trató de detener Danielle Marchetti huya del país, se encontró con Patty, Patty y le dijo: "siempre pone la primera familia" de una manera bastante desagradable. Su familia vive dos siguientes se desmoronó este - Patty finalizó su divorcio con Phil en forma amarga, y aprendió su hijo, que le han echado, vivía feliz con su novia muy mayores (a pesar de que mintió sobre todo - en lugar de tener un trabajo, él es realmente un artista sin empleo, y Jill está embarazada), mientras que Ellen se entera de que su hermana se droga graves después de que ella se ofreció a darle dinero para mantener a su hijo
Después del evento, Ellen llama Patty, preguntándole cómo el caso se va, parte de su continua transformación en Patty. Tom, por su parte, solo ha dicho a su familia y Ellen sobre su desgracia. Porque tiene tanta gente en su familia que mantener, Tom comienza a hablar seriamente con su esposa sobre la reducción del tamaño, pero después de un evento en la escuela privada de su hija en el que golpea a su inversionista que ve allí, y aprende de su madre en Derecho no puede permitirse los tratamientos de cáncer si las corta, que va a una conquista en la que dice: "Yo voy a recuperar nuestro dinero", cuando en realidad, nos enteramos de su muerte en pocos meses. Ellen y Patty decide que es mejor si trabajan juntos, y ellos, en secreto, están trabajando con ellos para recuperar el dinero. Patty pronto se entera de que su hijo está mintiendo, y también se entera de que Juana tiene dos hijos con quien no estaba en condiciones de criar.
Arthur Frobisher (Ted Danson) devuelve, el lanzamiento de su nueva compañía respetuosa del medio ambiente. Está trabajando con un actor (Craig Bierko), que en un principio mostró poco interés en trabajar con él más allá de una inversión. Sin embargo, después de leer el libro de Arturo, él decide que quiere convertir esto en una película sobre el caso de Frobisher contra Patty - y se le da los derechos a la película a cambio de ser el portavoz de la compañía de Frobisher

## DVD
La primera temporada de Damages (Daños y perjuicios) se encuentra disponible a la venta para la región 1 en los formatos de DVD y Blu-Ray desde el 29 de enero de 2008. La versión en DVD se encuentra disponible en la región 4 desde el 19 de diciembre de 2007. Sin embargo, esta versión no contiene características especiales.
La segunda temporada de Damages (Daños y perjuicios) estará disponible en España a partir del 28 de febrero de 2012, y la tercera temporada pasó a estar en venta apenas tres meses después.